# Nagoya Oceans 2011-2012
La pagina raccoglie i dati riguardanti il Nagoya Oceans, squadra di calcio a 5 militante in F. League, nelle competizioni ufficiali della stagione 2011-2012. Dopo la vittoria in AFC futsal championship, il Nagoya decide di lasciar andare in prestito uno dei giocatori di calcio a 5 più forti della squadra Ricardinho. Per sostituire questa mancanza il Nagoya tessera Pedro Costa.

## Rosa 2011-2012
| N° | Naz.                                  | Ruolo      | Sportivo           | Anno     |  |  |
| -- | ------------------------------------- | ---------- | ------------------ | -------- |  |  |
| 20 | Giappone (bandiera)                   | Portiere   | Hirohisa Ishiguro  | 09.05.86 |  |  |
| 1  | Giappone (bandiera)                   | Portiere   | Hisamitsu Kawahara | 24.11.78 |  |  |
| 5  | Giappone (bandiera)                   | Ultimo     | Ryuta Hoshi        | 01.06.87 |  |  |
| 3  | Giappone (bandiera)                   | Ultimo     | Wataru Kitahara    | 02.08.82 |  |  |
| 4  | Brasile (bandiera)                    | Ultimo     | Rafael Sakai       | 01.06.83 |  |  |
| 13 | Giappone (bandiera)                   | Laterale   | Tomoaki Watanabe   | 29.04.86 |  |  |
| 2  | Brasile (bandiera)                    | Laterale   | Marquinho          | 10.07.74 |  |  |
| 9  | Perù (bandiera) · Giappone (bandiera) | Pivot      | Kaoru Morioka      | 07.04.79 |  |  |
| 8  | Giappone (bandiera)                   | Pivot      | Rafael Henmi       | 30.07.92 |  |  |
| 10 | Giappone (bandiera)                   | Universale | Kenichiro Kogure   | 11.11.79 |  |  |
| 11 | Giappone (bandiera)                   | Universale | Takashi Hatakeyama | 25.10.84 |  |  |
| 12 | Argentina (bandiera)                  | Universale | Matías Mayedonchi  | 18.02.89 |  |  |
| 15 | Giappone (bandiera)                   | Pivot      | Yoshifumi Maeda    | 25.04.77 |  |  |
| 14 | Portogallo (bandiera)                 | Pivot      | Pedro Costa        | 18.12.78 |  |  |
| 6  | Giappone (bandiera)                   | Pivot      | Shuta Mori         | 21.10.82 |  |  |